# 신터클라스

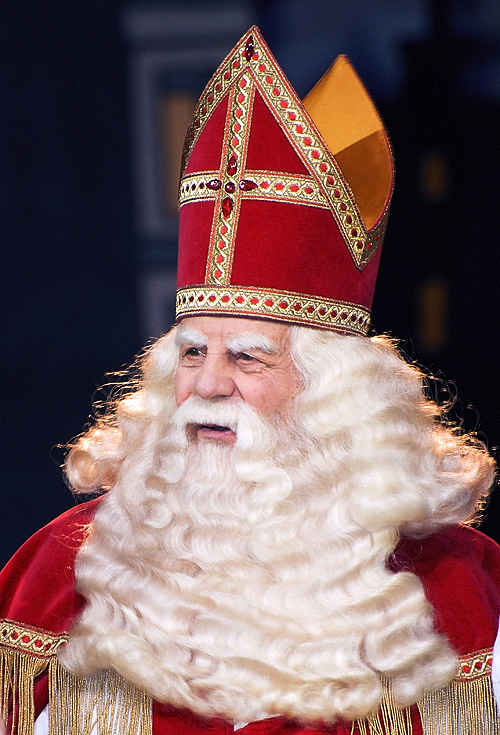
브람 판 데르 블뤼그가 연기한 신터클라스

신터클라스(네덜란드어: Sinterklaas)는 성 니콜라우스를 본따 만든 네덜란드의 산타클로스 같은 존재이다. 즈바르터 핏이라는 도우미들과 함께 아이들에게 선물을 준다.

## 전승
신터클라스의 전승은 산타 클로스와 다르다. 산타클로스와의 공통점은 오직 착한 아이와 나쁜 아이를 구분하는 붉은색 명부를 들고 다니며 착한 아이들에게 상을 주고 나쁜 아이들에게 벌을 주지만, 이 형벌은 즈바르터 핏이 빗자루를 사용하여 아이들에게 매질을 하거나 스페인으로 데려간다는 차이점이 있다.
신터클라스는 11월경에 스페인에서 출발하여 저지대 국가로 향하며, 12월 5일, 12월 6일에 네덜란드에 도착한다. 이 기간 동안 많은 아이들에게 사탕, 초콜릿, 과자와 같은 군것질거리를 나누어주며, 신터클라스를 위한 축제를 연다. 이 군것질거리들은 즈바르터 핏이 만든 군것질거리들이다.
이때 엘프와 크람푸스의 역할과 비슷한 즈바르터 핏들이 도움을 주며, 착한 아이들에게는 간식을 주고 나쁜 아이들에게는 빗자루를 사용하여 매질을 하거나 스페인으로 데려가버린다. 나쁜 짓을 하는 못된 아이들을 머나먼 나라로 데려간다고 겁을 주어 아이들을 나쁜 짓을 하지 못하도록 바로잡는 역할을 하기도 하였다.

## 같이 보기
- 산타클로스
- 성 니콜라우스
- 망태할아버지